# Франклін (Коннектикут)
Франклін (англ. Franklin) — місто (англ. town) в США, в окрузі Нью-Лондон штату Коннектикут. Населення — 1863 особи (2020).

## Демографія
Згідно з переписом 2010 року, у місті мешкали 1922 особи в 729 домогосподарствах у складі 539 родин. Було 771 помешкання
Расовий склад населення:
| - 95,8 % — білих - 1,1 % — азіатів - 0,6 % — корінних американців - 0,6 % — чорних або афроамериканців |

До двох чи більше рас належало 1,0 %. Частка іспаномовних становила 2,2 % від усіх жителів.
За віковим діапазоном населення розподілялося таким чином: 21,7 % — особи молодші 18 років, 63,3 % — особи у віці 18—64 років, 15,0 % — особи у віці 65 років та старші. Медіана віку мешканця становила 44,1 року. На 100 осіб жіночої статі у місті припадало 104,9 чоловіків;  на 100 жінок у віці від 18 років та старших — 103,2 чоловіків також старших 18 років.
Середній дохід на одне домашнє господарство  становив 108 565 доларів США (медіана — 92 279), а середній дохід на одну сім'ю — 126 464 долари (медіана — 111 538). Медіана доходів становила 65 493 долари для чоловіків та 54 750 доларів для жінок. За межею бідності перебувало 5,6 % осіб, у тому числі 6,4 % дітей у віці до 18 років та 4,5 % осіб у віці 65 років та старших.
Цивільне працевлаштоване населення становило 1018 осіб. Основні галузі зайнятості: освіта, охорона здоров'я та соціальна допомога — 26,6 %, виробництво — 14,5 %, будівництво — 11,7 %.